# Marco Tóxico
Marco Antonio Rolando Guzmán Rocabado, (La Paz, enero de 1982) conocido como Marco Tóxico, es un artista gráfico boliviano.

## Biografía
Guzmán nació en la ciudad de La Paz. Hijo único, estudió Diseño Gráfico durante dos años y en 2001 ingresó a la carrera de Artes de la Universidad Mayor de San Andrés, donde se especializó en grabado. Sin embargo, abandonó los estudios académicos en 2005, por lo que ha manifestado que se siente decepcionado.
Comenzó a publicar sus historietas y a promover diferentes iniciativas editoriales, como la revista/fanzine Trazo Tóxico (iniciada junto a la artista Rafaela Rada) y otros fanzines dentro y fuera de su país. Ha realizado trabajos de ilustración y carteles para diferentes eventos alrededor del mundo.

## Obra

### Ideología
El arte de Marco Tóxico se apega al progresismo, habiendo tratado y defendido temas como el feminismo, el aborto y el Estado laico en su trabajo artístico.

### Autoedición
Guzmán es un defensor y promotor de la autoedición, de la que habla en diferentes entrevistas. Afirma que es una estrategia necesaria en un mercado reducido como el de su país: 
“Habría que ser un poco imbécil para darse cuenta de que no hay proyectos grandes de edición en Bolivia que puedan permitir a los autores vivir de sus publicaciones, esto hablando en el tema literario, imagínate en la narrativa gráfica”

### Personajes y temática
Los personajes de Tóxico se caracterizan por su carga surreal, muchos creen advertir influencias de la psicodelia en su obra.

### Exposiciones
La obra de Guzmán ha sido expuesta en diferentes eventos, tanto dentro de Bolivia como en otros países de América, Asia, África y Europa).

### Libros
- Estéril,[16] (antología) Ediciones La Ñatita, 2014
- Cobarde, Ediciones La Ñatita, 2015
- Frágil, Ediciones La Ñatita, 2016
- Traidor, (antología) Ediciones La Ñatita, 2017
- Basura, Ediciones La Ñatita, 2017

## Reconocimientos
En 2012 fue elegido como uno de los diez mejores ilustradores participantes del COW International Design Festival, en Ucrania.